# Henri Pellizza
Henri Pellizza (* 21. März 1920 in Pau; † 20. Oktober 2001 ebenda) war ein französischer Tennis- und Badmintonspieler.

## Sportliche Karriere
Pellizza war sowohl im Tennis als auch im Badminton überaus erfolgreich. Im Tennis gewann er die Hochschul-Weltmeisterschaften, die Portugal International und die französische Juniorenmeisterschaft. Im Badminton errang er neun Titel bei den French Open und 18 bei den French Nationals.

## Erfolge im Badminton
| Saison    | Veranstaltung              | Disziplin    | Platz | Name                              |
| --------- | -------------------------- | ------------ | ----- | --------------------------------- |
| 1940      | French Open                | Herrendoppel | 1     | Henri Pellizza / René Gathier     |
| 1940      | French Open                | Herreneinzel | 1     | Henri Pellizza                    |
| 1943      | French Open                | Herreneinzel | 1     | Henri Pellizza                    |
| 1943      | French Open                | Herrendoppel | 1     | Michel Marret / Henri Pellizza    |
| 1944      | French Open                | Herreneinzel | 1     | Henri Pellizza                    |
| 1944      | French Open                | Herrendoppel | 1     | Michel Marret / Henri Pellizza    |
| 1944      | French Open                | Mixed        | 1     | Henri Pellizza / Simone Pellizza  |
| 1946      | French Open                | Herreneinzel | 1     | Henri Pellizza                    |
| 1946      | French Open                | Herrendoppel | 1     | Michel Marret / Henri Pellizza    |
| 1949/1950 | Französische Meisterschaft | Herreneinzel | 1     | Henri Pellizza                    |
| 1949/1950 | Französische Meisterschaft | Herrendoppel | 1     | Henri Pellizza / Bernard Minet    |
| 1949/1950 | Französische Meisterschaft | Mixed        | 1     | Henri Pellizza / Andrée Gremillet |
| 1951/1952 | Französische Meisterschaft | Herreneinzel | 1     | Henri Pellizza                    |
| 1951/1952 | Französische Meisterschaft | Herrendoppel | 1     | Henri Pellizza / Paul Ailloud     |
| 1951/1952 | Französische Meisterschaft | Mixed        | 1     | Henri Pellizza / Noëlle Ailloud   |
| 1952/1953 | Französische Meisterschaft | Herreneinzel | 1     | Henri Pellizza                    |
| 1952/1953 | Französische Meisterschaft | Herrendoppel | 1     | Henri Pellizza / Paul Ailloud     |
| 1952/1953 | Französische Meisterschaft | Mixed        | 1     | Henri Pellizza / Noëlle Ailloud   |
| 1953/1954 | Französische Meisterschaft | Herreneinzel | 1     | Henri Pellizza                    |
| 1953/1954 | Französische Meisterschaft | Herrendoppel | 1     | Henri Pellizza / Maurice Mathieu  |
| 1953/1954 | Französische Meisterschaft | Mixed        | 1     | Henri Pellizza / Noëlle Ailloud   |
| 1954/1955 | Französische Meisterschaft | Herrendoppel | 1     | Henri Pellizza / Maurice Mathieu  |
| 1954/1955 | Französische Meisterschaft | Herreneinzel | 1     | Henri Pellizza                    |
| 1954/1955 | Französische Meisterschaft | Mixed        | 1     | Henri Pellizza / Noëlle Ailloud   |
| 1956/1957 | Französische Meisterschaft | Herrendoppel | 1     | Henri Pellizza / Maurice Mathieu  |
| 1956/1957 | Französische Meisterschaft | Mixed        | 1     | Henri Pellizza / Mireille Laurent |
| 1958/1959 | Französische Meisterschaft | Herrendoppel | 1     | Henri Pellizza / Maurice Mathieu  |